# The Convent (Gibraltar)

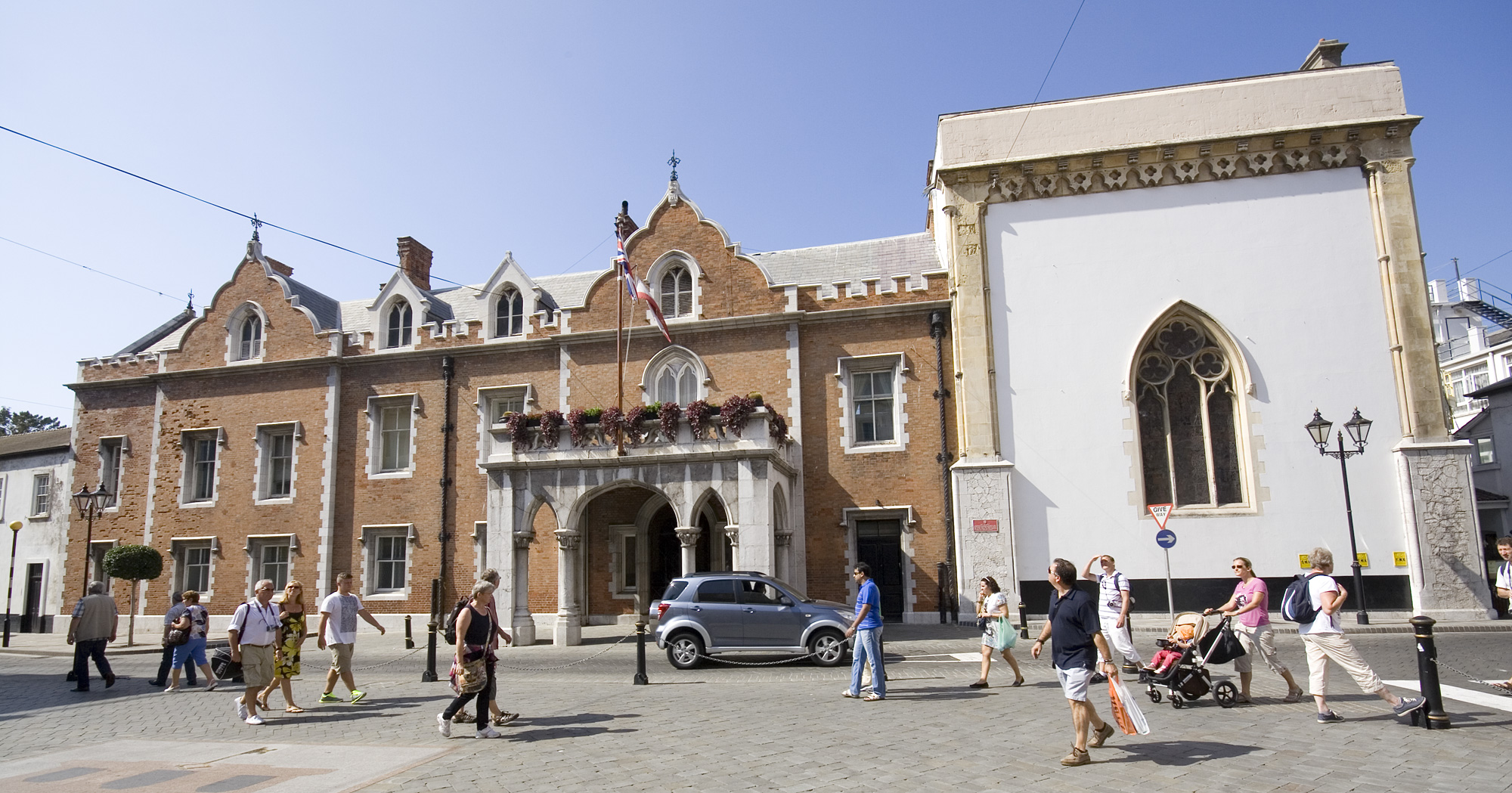
Convent und King's Chapel

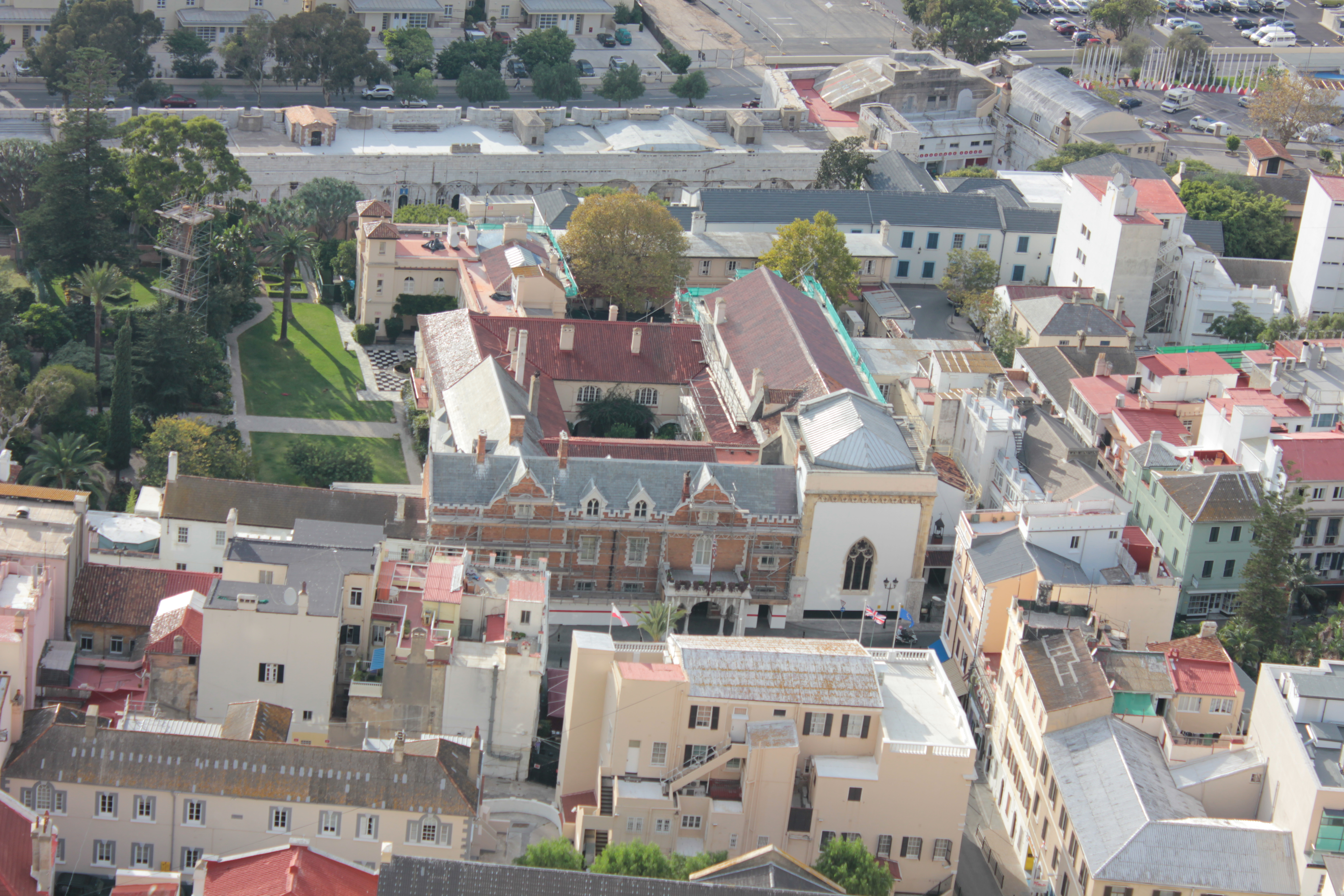
Governor’s Residence (vom Felsen von Gibraltar aus betrachtet)

The Convent (engl.) ist ein Gebäude in Gibraltar, das sich am südlichen Ende der Main Street befindet. Seit 1728 ist es die offizielle Residenz des Gouverneurs von Gibraltar. Das Gebäude war ursprünglich ein Franziskanerkloster, daher der Name des Gebäudes. Das Kloster wurde im Jahr 1531 fertiggestellt. Die King's Chapel ist ein Anbau des Klosters.